# North Conway
North Conway ist ein Ort und ein Census-designated place im östlichen Carroll County, der im US-Bundesstaat New Hampshire liegt. Das U.S. Census Bureau hat bei der Volkszählung 2020 eine Einwohnerzahl von 2.116 ermittelt. Das Städtchen ist die größte Siedlung der Town of Conway, dessen Ostgrenze bis an die Staatsgrenze von Maine reicht. Der Ort erstreckt sich östlich der Moat Mountains durch das Tal des Saco ungefähr drei Kilometer Richtung Green Hills. Der White Mountain National Forest liegt westlich von North Conway.

## Geschichte
Im 18. Jahrhundert lebten in New Hampshire 13 Abenaki-Stämme, die Pequawket lebten im Saco-Tal. Dies taten sie jedoch nur im Sommer, während sie den Winter im kanadischen Saint Francis verbrachten. Daher wurden sie auch als Saint-Francis-Indianer bekannt. Neben Fischerei und Jagd lebten sie vom Maisanbau und errichteten ihre Siedlung mehr als zehn Meter hoch über dem Fluss. Der Name Pequawket bedeutet ‚gewunden‘, was sich auf den Fluss bezog. Die Mehrheit der Abenaki fiel allerdings den Pocken oder einer anderen Epidemie zum Opfer.
Darby Field war 1642 einer der ersten Nichtindianer, die als Jäger in die Region kamen. Er ruderte den Saco aufwärts und traf auf ein ausgedehntes Dorf. Trotz seiner Versuche, Siedler anzuwerben, kam es zu keiner Gründung. Ein Ansiedlungsversuch, der zu nah am Fluss ausgeführt wurde, versank bei einer Überschwemmung im Jahr 1735. Betroffen waren sieben Häuser und fünf Scheunen. Auch ertranken zahlreiche Tiere.

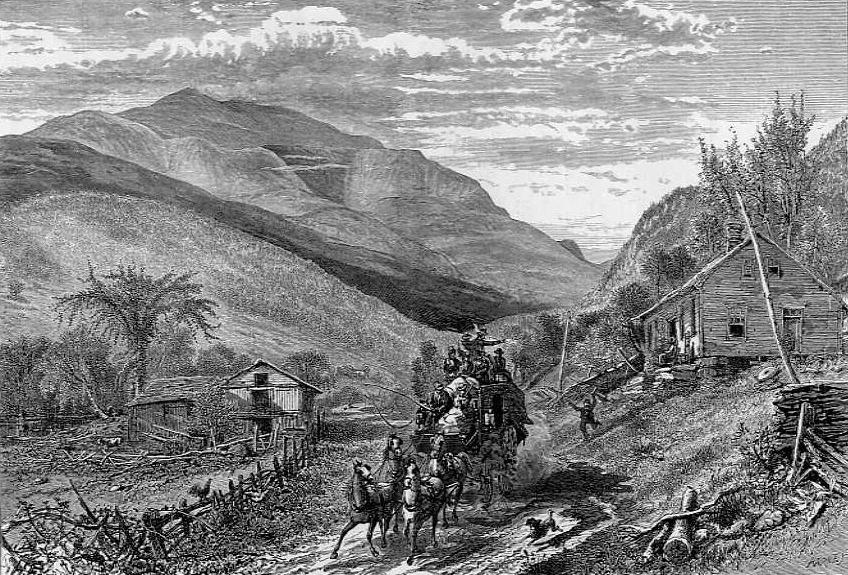
Der Mount Washington im Jahr 1872

Gegen Ende der britischen Kolonialzeit vergab der Gouverneur den Platz an 64 Interessenten. Der ab 1765 entstandene Ort wurde mach Henry Seymour Conway benannt, der einer englischen Familie entstammte und der zum Lord Lieutenant of Ireland und Secretary of State aufstieg. Er unterstützte zugleich die amerikanische Unabhängigkeitsbewegung. Die frühesten Siedler kannten den Ort als ‚Pequawket‘, was inzwischen zu Pigwacket verballhornt wurde. Dieser Name ging wiederum auf das Abenaki-Dorf am Saco River zurück. Die ersten Siedler waren Joshua Heath, Benjamin Dolloff und Ebenezer Burbank; David Page und James Osgood siedelten bereits in East Conway. Colonel Andrew McMillan, der für seine Verdienste im Unabhängigkeitskrieg Land in Lower Bartlett erhalten hatte, verkaufte es und erwarb dafür neues Land in North Conway. Sein Haus wurde zum Anlaufpunkt für neue Siedler, die er stetig anwarb, und so wurde es bald zum ersten Hotel. Die Siedler erhielten jeweils 50 Acre, von denen sie binnen fünf Jahren ein Zehntel in Gebrauch haben mussten. Jeder Siedler überließ der Gemeinde eine kleine Fläche für einen Friedhof und ein Gemeindehaus.
Wie an vielen Stellen in Nordamerika begannen die Siedler alles zu beseitigen, was sie an ihrer neuen Umgebung störte. Dies geschah, indem man ab 1767 Belohnungen aussetzte. Für jeden Wolfskopf erhielten sie 20 Dollar, für jede Krähe 23 Cent. Die Siedler wurden aufgefordert, so viele Tiere wie möglich zu töten. 1769 entstand in East Conway die erste Schule der Region, 1775 die erste in North Conway. Sie wurde von der Episcopal Church geführt. 1793 hatte Conway 574 Einwohner und war damit die größte Ortschaft im Hinterland.
Als während des amerikanischen Aufstands 15 Männer aus Conway in den Kämpfen um Boston beteiligt waren, ersuchte die Gemeinde um eine Schutztruppe vor Indianerüberfällen für den grenznahen Ort.
1788 wurde New Hampshire der 9. US-Bundesstaat, erster Abgeordneter für Conway war David Page, doch stimmte er, wie 45 andere auch, nicht für die neue Verfassung, da er die vorgesehene Fortdauer der Sklaverei bis 1808 ablehnte. 1818 herrschte nach einem sehr kalten Sommer Hungersnot im Nordosten. Während des Sezessionskrieges zogen 66 Männer aus Conway südwärts, 7 von ihnen starben, 2 blieben vermisst.

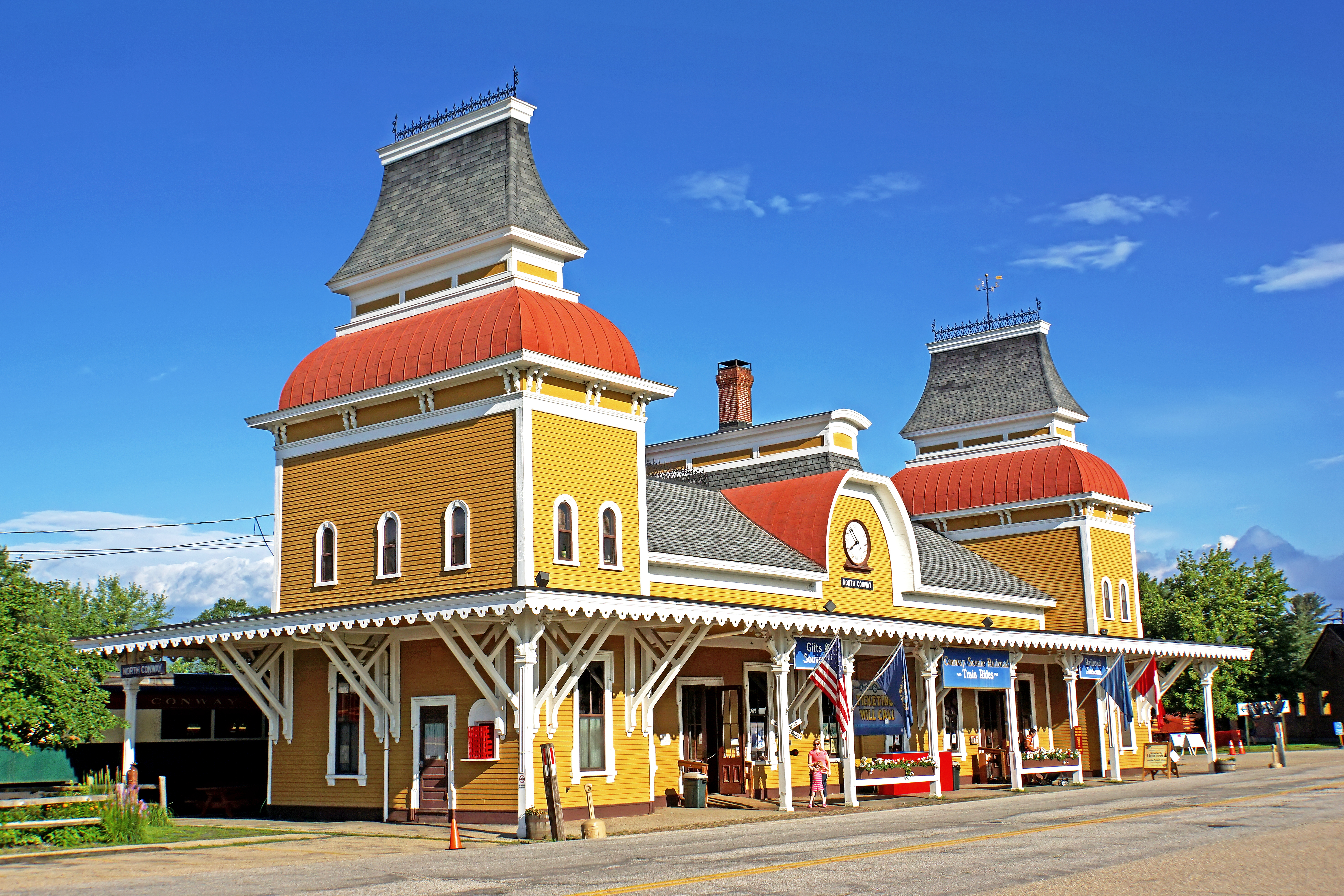
Der Bahnhof North Conway wurde 1874 fertiggestellt.

Im 19. Jahrhundert zogen Künstler in die White Mountains, bald erschienen dort auch Aussteiger und Touristen. Zu nennen ist hier vor allem der Schriftsteller und Philosoph Henry David Thoreau, der in North Conway 1853 ein Haus erwarb. Es entstand eine eigene Künstlerschule, die White Mountain School of Art. Diese Entwicklung wurde durch die Streckenausbauten der Portsmouth, Great Falls & Conway Railroad mach North Conway im Jahr 1872 in eine andere Richtung gelenkt. 1874 entstand ein erster Bahnhof, die Zahl der Touristen stieg sprunghaft an. Sie wurden bald auch von den Möglichkeiten winterlicher Betätigung, wie etwa Skifahren angezogen, aber auch von der lokalen Kultur. Der Häuptling der Abenaki von Saint Francis jenseits der kanadischen Grenze, Joseph Laurent (1839–1917), erwarb ein Nebengebäude der Eisenbahn und gründete dort einen Gift Shop mit den Produkten der Abenaki. Die von ihm geführte Gruppe hatte die kanadische Grenze überquert, um in ihre Heimat zurückzukehren. Neben fünf Häusern entstand in deren Siedlung ab 1884 ein Wigwam und ein Totempfahl. Dieser wurde 1960 von einem über 13 m hohen Pfahl ersetzt, der von Theophile Panadi angefertigt worden war. Er wurde 1982 zu Reparaturzwecken abgebaut.
Um 1915 hatte North Conway eine High School. John H. Fuller, nach dem die Fuller-Schule in North Conway benannt ist, war der erste Superintendent of Schools.
1961 wurde der Passagierverkehr, der zu dieser Zeit bei der Boston and Maine Railroad lag, eingestellt, 1972 folgte der Güterverkehr. Allerdings besteht dort bis heute die Conway Scenic Railroad, der Bahnhof wurde in das National Register of Historic Places aufgenommen. Ende der 1980er Jahre wurde auch der White Mountain Airport geschlossen; dort befindet sich heute die sogenannte Settlers' Green Outlet Village. Da nun der gesamte Verkehr über die Straßen abgewickelt werden musste, wurde die New Hampshire Route 16 durch North Conway zunächst erweitert, dann jedoch parallel zur Route 16 eine neue Straße gebaut. Eine Ortsumgehung ist vorgesehen.
Seit 1982 besitzt der Ort mit The Conway Daily Sun eine eigene Tageszeitung.

## Ehrenbürger
Ehrenbürger von North Conway ist der Skipionier Hannes Schneider (1890–1955), der im Ort nach der Emigration aus dem Deutschen Reich eine Schischule aufbaute.